# Bulletproof Heart
Bulletproof Heart – album muzyczny jamajskiej piosenkarki Grace Jones wydany w 1989 roku przez Capitol Records.
Większość materiału na albumie została napisana i wyprodukowana przez Grace Jones i jej ówczesnego partnera, Chrisa Stanleya, który udzielił się też wokalnie w jednej z piosenek. Stylistycznie album prezentował komercyjne brzmienie pop z wpływami muzyki dance i R&B. Płyta nie cieszyła się przychylnymi recenzjami i poniosła klęskę na listach sprzedaży, choć pierwszy singel „Love on Top of Love” dotarł do 1. miejsca na amerykańskiej liście klubowej. Jako drugi i ostatni singel wydano cover piosenki „Amado Mio” z filmu Gilda. Płyta promowana była też trasą koncertową o nazwie Grace in Your Face. Oryginalne wydanie CD zawierało dwa bonusowe utwory, a w 2004 roku ukazała się zremasterowana edycja płyty z czterema dodatkowymi ścieżkami.

## Lista utworów
| Strona A 1. „Driving Satisfaction” – 5:50 2. „Kicked Around” – 5:37 3. „Love on Top of Love” – 6:10 4. „Paper Plan” – 3:55 5. „Crack Attack” (oraz Freedom Williams) – 5:20 Strona B 1. „Bulletproof Heart” – 4:10 2. „On My Way” – 4:24 3. „Seduction Surrender” – 4:57 4. „Someone to Love” – 4:47 5. „Amado Mio” – 5:20 | 1. „Driving Satisfaction” – 5:56 2. „Kicked Around” – 5:38 3. „Love on Top of Love” – 6:14 4. „Paper Plan” – 3:56 5. „Crack Attack” (oraz Freedom Williams) – 5:22 6. „Bulletproof Heart” – 4:10 7. „On My Way” – 4:26 8. „Seduction Surrender” – 4:59 9. „Someone to Love” – 4:50 10. „Amado Mio” – 5:21 11. „Dream” – 3:26 12. „Don’t Cry Freedom” (oraz Chris Stanley) – 4:14 13. „Love on Top of Love – Killer Kiss” (Garage House Mix) – 7:10 14. „Amado Mio” (The Brazilian Mix) – 6:25 |

## Notowania
| Kraj      | Najwyższa pozycja |
| --------- | ----------------- |
| Australia | 108               |
| Niemcy    | 55                |